# Elif Altınkaynak
Elif Altınkaynak, född 20 augusti 1974, är en turkisk bågskytt. Hon deltog vid olympiska sommarspelen 1996 och olympiska sommarspelen 2000.